# فهرست تجهیزات نظامی آلمان در جنگ جهانی دوم
این مقاله شامل فهرست تجهیزات نظامی آلمان در جنگ جهانی دوم می‌باشد.

## انفرادی

### پیستول

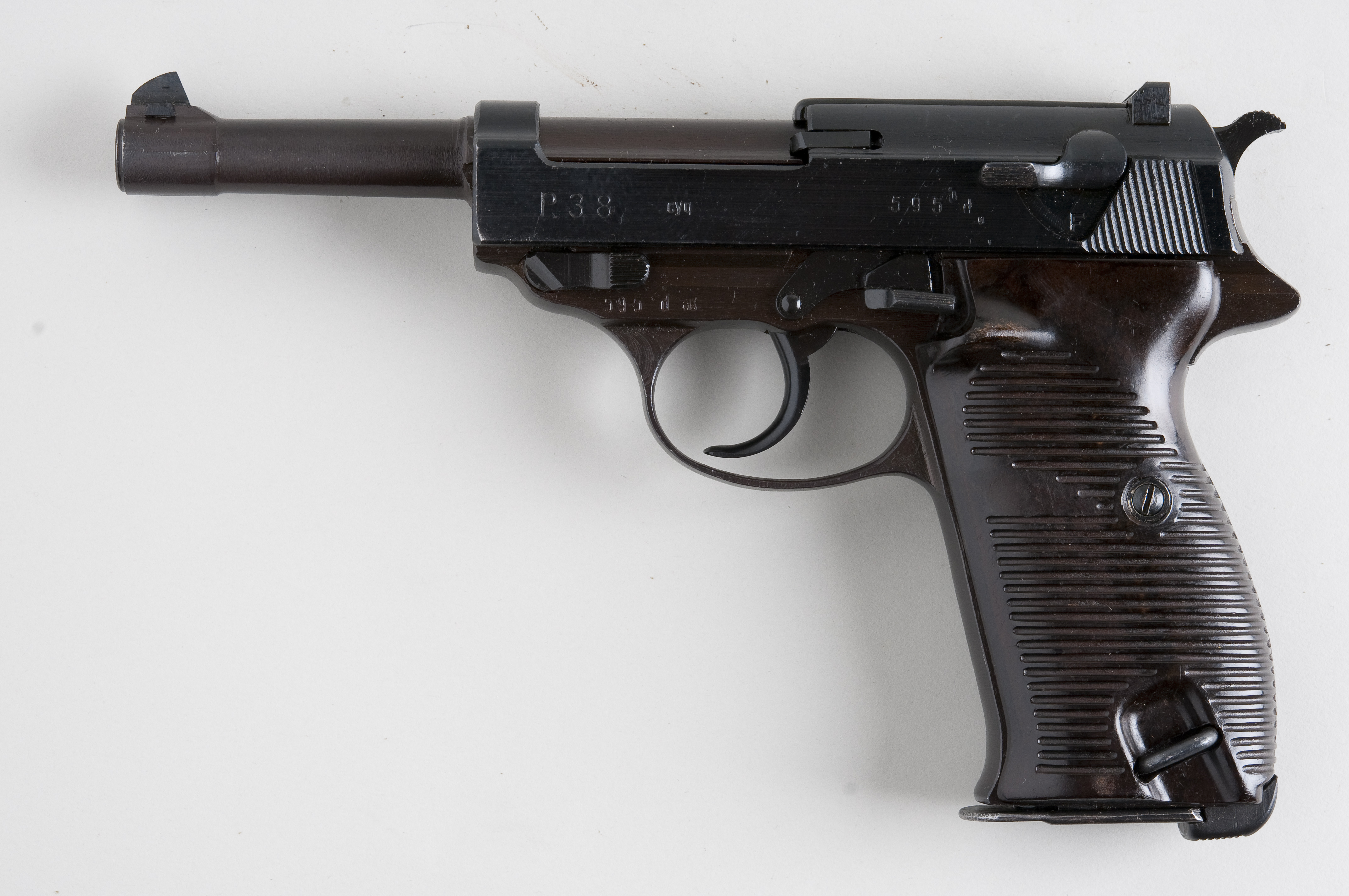
والتر پی۳۸

- لوگر پ۰۸
- موزر سی۹۶
- والتر پی۳۸

### کارابین
- کارابینر ۹۸کا
- گ۴۳
- گ۹۸

### مسلسل دستی

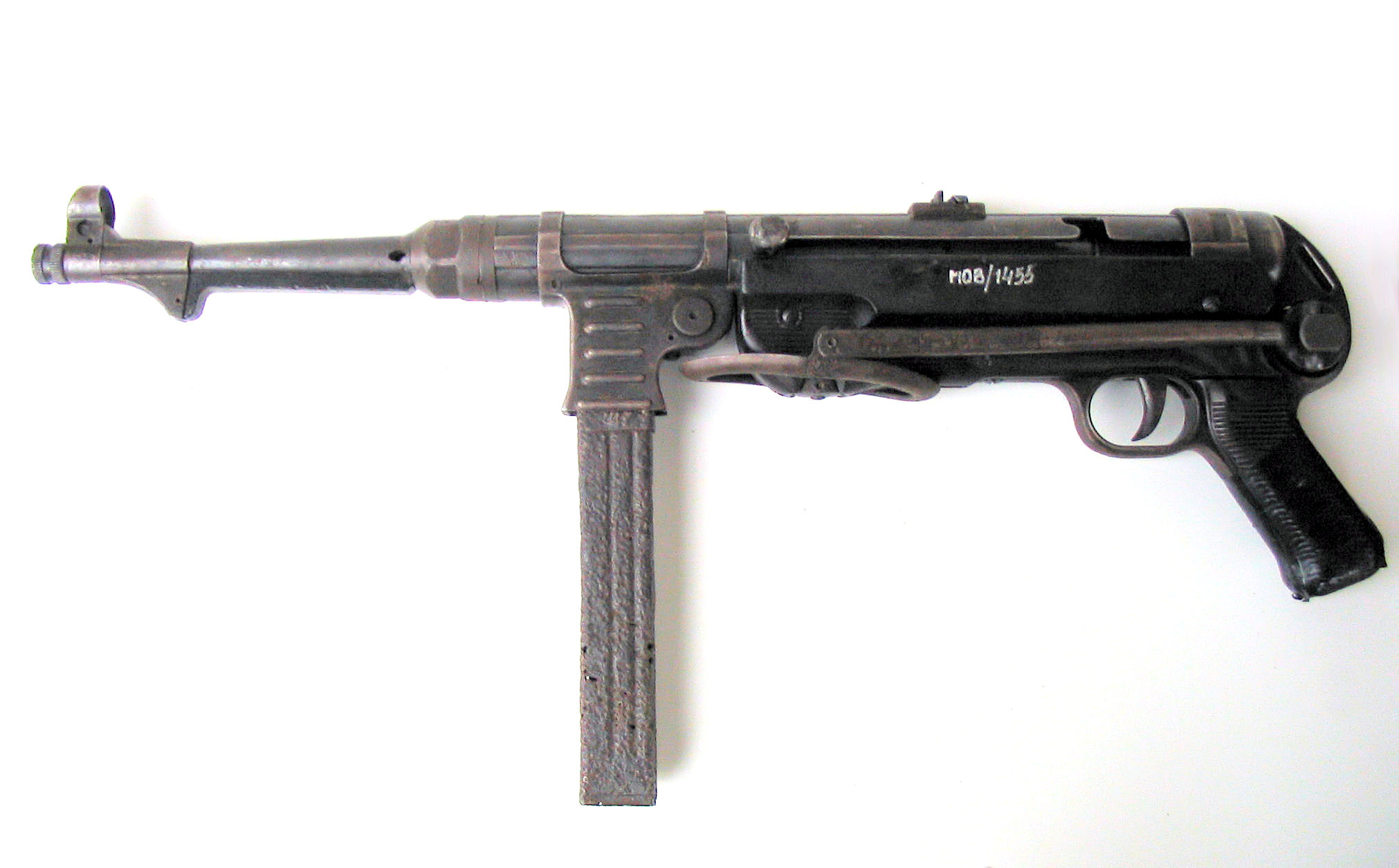
ام‌پی ۴۰

- ام‌پی ۱۸
- ام‌پی ۳۰۰۸
- ام‌پی ۳۴
- ام‌پی ۳۸
- ام‌پی ۴۰
- ای‌ام‌پی ۳۵

### تفنگ تهاجمی
- اشتورم‌گور ۴۴

### تفنگ ضدتانک
- پانتسربوکسه ۳۸
- پانتسربوکسه ۳۹
- پانتسربوکسه ۴۱

### نارنجک

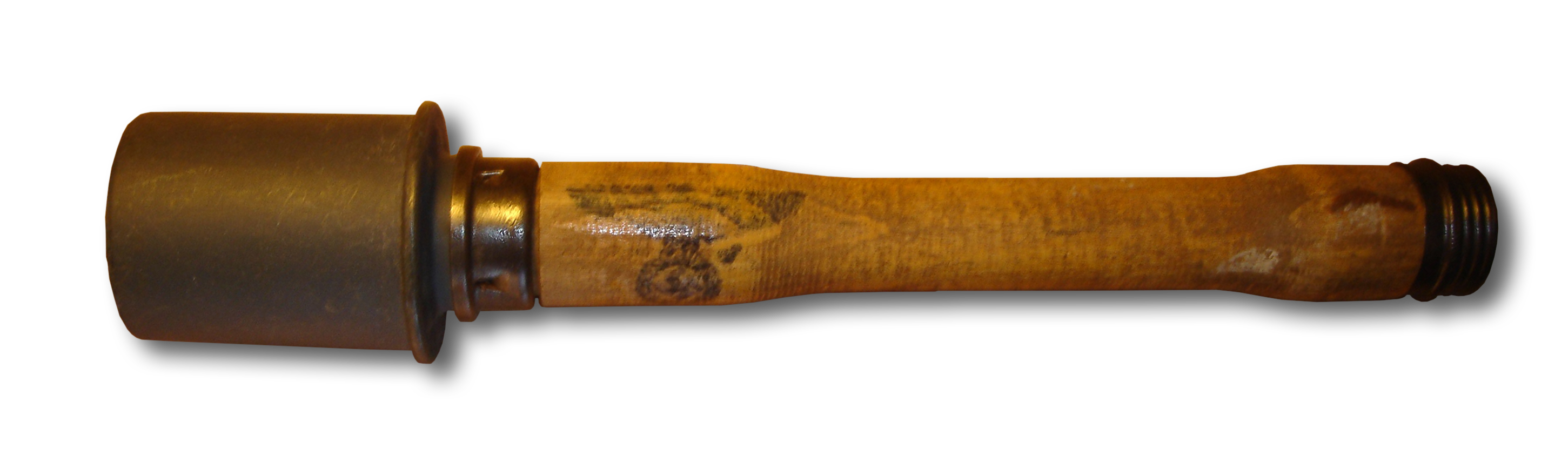
اشتیل‌هنت‌گراناته ۲۴

- اشتیل‌هنت‌گراناته ۲۴
- آی‌هنت‌گراناته ۳۹

### خمپاره‌انداز
- گرانات‌ورفر ۳۶

## مسلسل

### پیاده‌نظام

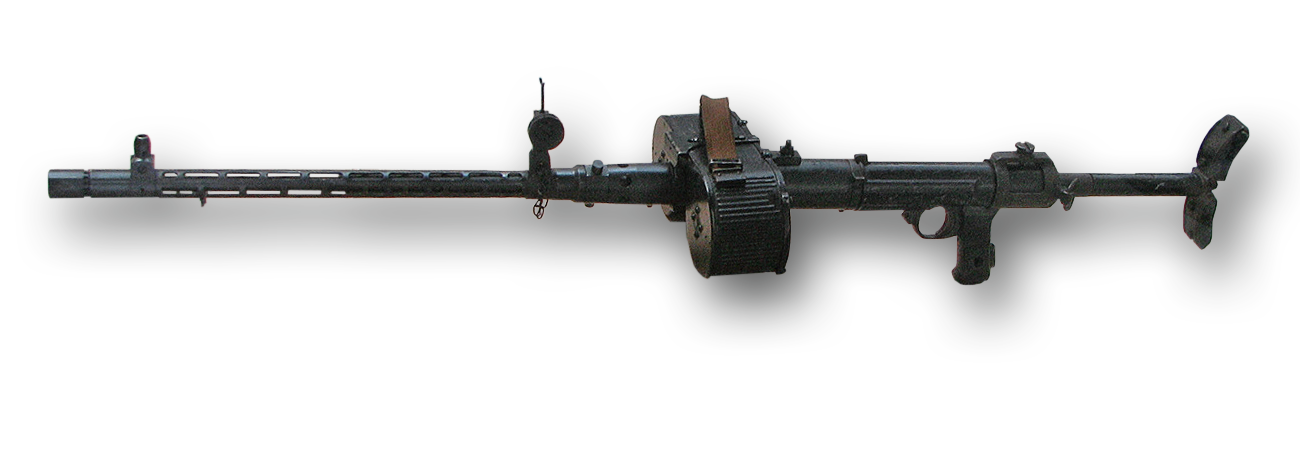
ام‌گه ۱۵

- ام‌گه ۰۸
- ام‌گه ۱۳
- ام‌گه ۱۵
- ام‌گه ۳۰
- ام‌گه ۳۴
- ام‌گه ۴۲
- ام‌گه ۴۵
- ام‌گه ۸۱

### خودرو و هواگرد
- ام‌گه ۱۵
- ام‌گه ۱۷
- ام‌گه ۸۱
- ام‌گه ۱۳۱
- ام‌گه ۱۵۱

## توپ

### ضد تانک

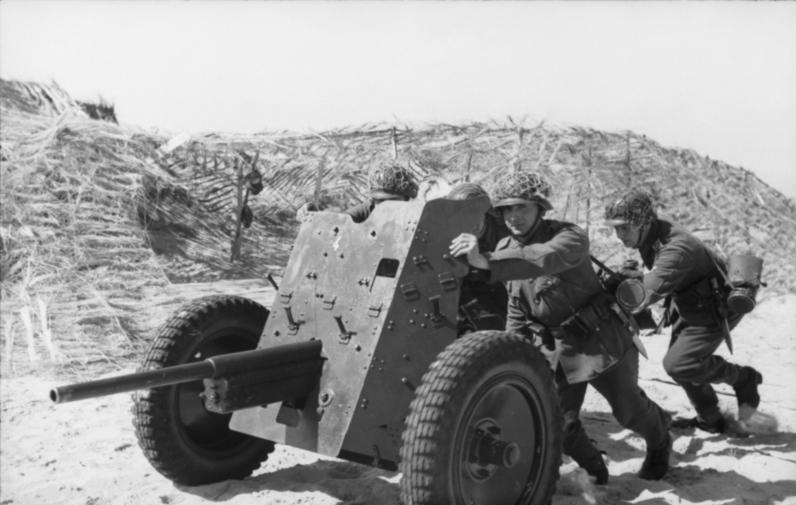
پاک ۳۶

- پاک ۳۶

### خودکشی ضد تانک
- ماردر ۱
- ماردر ۲
- ماردر ۳

## خودرو

### تانک

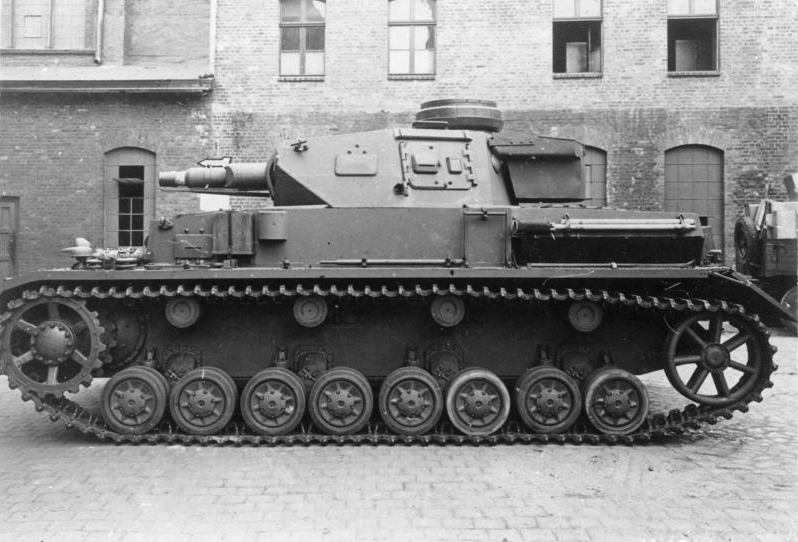
پنزر ۴

- پنزر ۱
- پنزر ۲
- پنزر ۳
- پنزر ۴
- پنتر
- لووه
- ماوس
- پنتسر ۳۵(تی)
- پنتسر ۳۸(تی)
- تیگر ۱
- تیگر ۲

### زره‌پوش ضدتانک
- اشتوگ ۳
- اشتوگ ۴
- هتسر

## هواگرد

### جنگنده

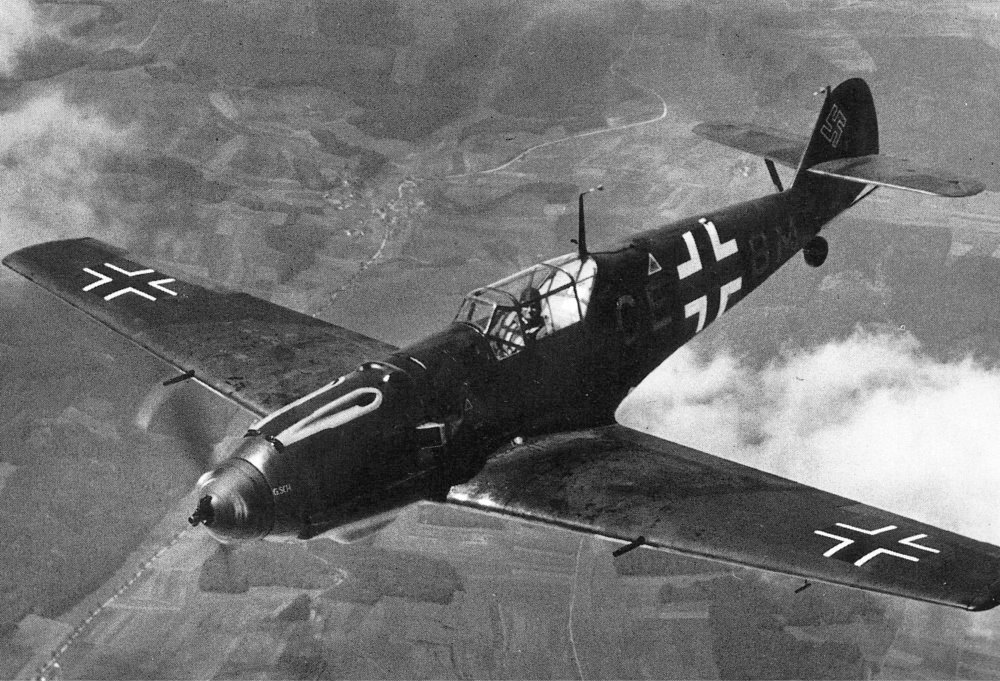
مسرشمیت ب‌اف ۱۰۹

- آرادو آر ۶۸
- آرادو آر ۷۶
- آرادو آر ۹۶
- فوکه-وولف اف‌و ۱۹۰
- مسرشمیت ب‌اف ۱۰۹
- مسرشمیت ام‌ئی ۲۶۲
- هاینکل هائی ۵۱

### جنگنده سنگین
- مسرشمیت ب‌اف ۱۱۰
- یونکرس یو ۸۸

### جنگنده شبانه
- دورنیه دو ۱۷
- دورنیه دو ۲۱۵
- دورنیه دو ۲۱۷
- مسرشمیت ب‌اف ۱۱۰
- هاینکل هائی ۲۱۹
- یونکرس یو ۸۸

### بمب‌افکن
- آرادو آر ۲۳۴
- دورنیه دو ۱۷
- دورنیه دو ۲۱۵
- دورنیه دو ۲۱۷
- هاینکل هائی ۱۱۱

### بمب‌افکن شیرجه‌ای

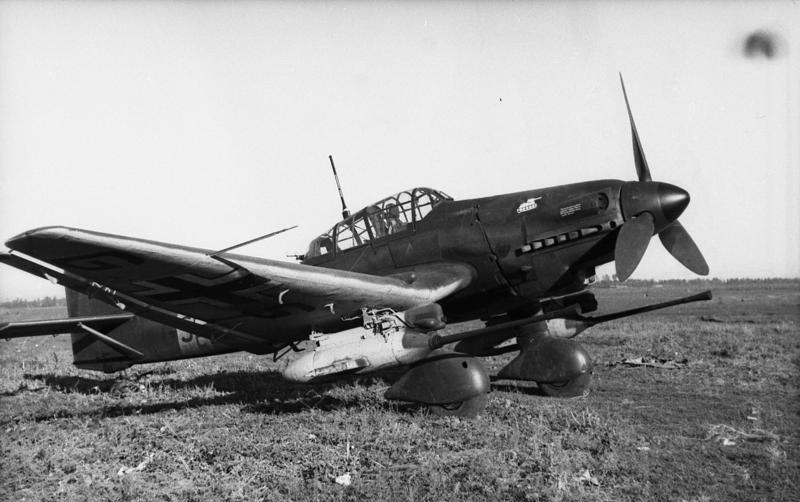
یونکرس یو ۸۷

- هنشل هااس ۱۲۳
- یونکرس یو ۸۷
- یونکرس یو ۸۸

### شناسایی
- آرادو آر ۱۹۶
- آرادو آر ۲۳۴
- دورنیه دو ۱۷
- دورنیه دو ۲۱۷
- فوکه-وولف اف‌و ۱۸۹
- یونکرس یو ۸۸

### ترابری
- یونکرس یو ۵۲

### آموزشی
- آرادو آر ۶۶
- فوکه-وولف اف‌وه ۴۴
- فوکه-وولف اف‌وه ۵۶